# Municipio de Ripley (condado de Dodge)
El municipio de Ripley (en inglés, Ripley Township) es un municipio del condado de Dodge, Minnesota, Estados Unidos. Tiene una población estimada, a mediados de 2021, de 178 habitantes.
Abarca una zona exclusivamente rural.

## Geografía
Está ubicado en las coordenadas 43°58′13″N 92°58′37″O / 43.97028, -92.97694 (43.97014, -92.977056). Según la Oficina del Censo de los Estados Unidos, tiene una superficie total de 93.78 km², de la cual 93.77 km² corresponden a tierra firme y 0.01 km² son agua.

## Demografía
Según el censo de 2020, en ese momento había 179 personas residiendo en la zona. La densidad de población era de 1.9 hab./km². El 97.8 % de los habitantes eran blancos, el 1.1 % eran de otras razas y el 1.1 % eran de una mezcla de razas. Del total de la población, el 2.2 % eran hispanos o latinos de cualquier raza.